# Dipterocarpus elongatus
Dipterocarpus elongatus är en tvåhjärtbladig växtart som beskrevs av Pieter Willem Korthals. Dipterocarpus elongatus ingår i släktet Dipterocarpus och familjen Dipterocarpaceae. Inga underarter finns listade i Catalogue of Life.